# Scheinfeld
Scheinfeld là một đô thị ở huyện Neustadt (Aisch)-Bad Windsheim, bang Bayern thuộc nước Đức.

## Gallery

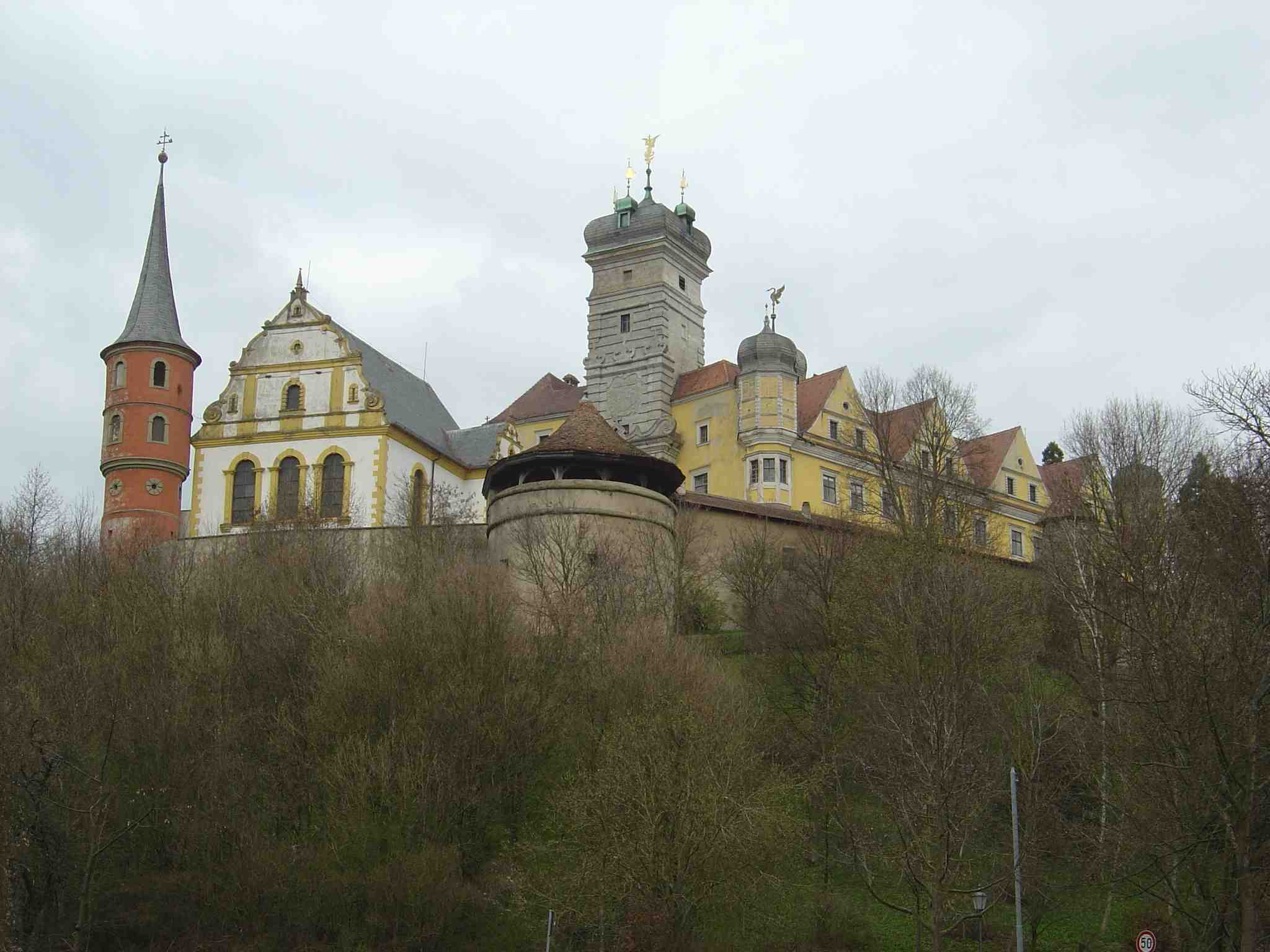
Schloss Schwarzenberg by Scheinfeld
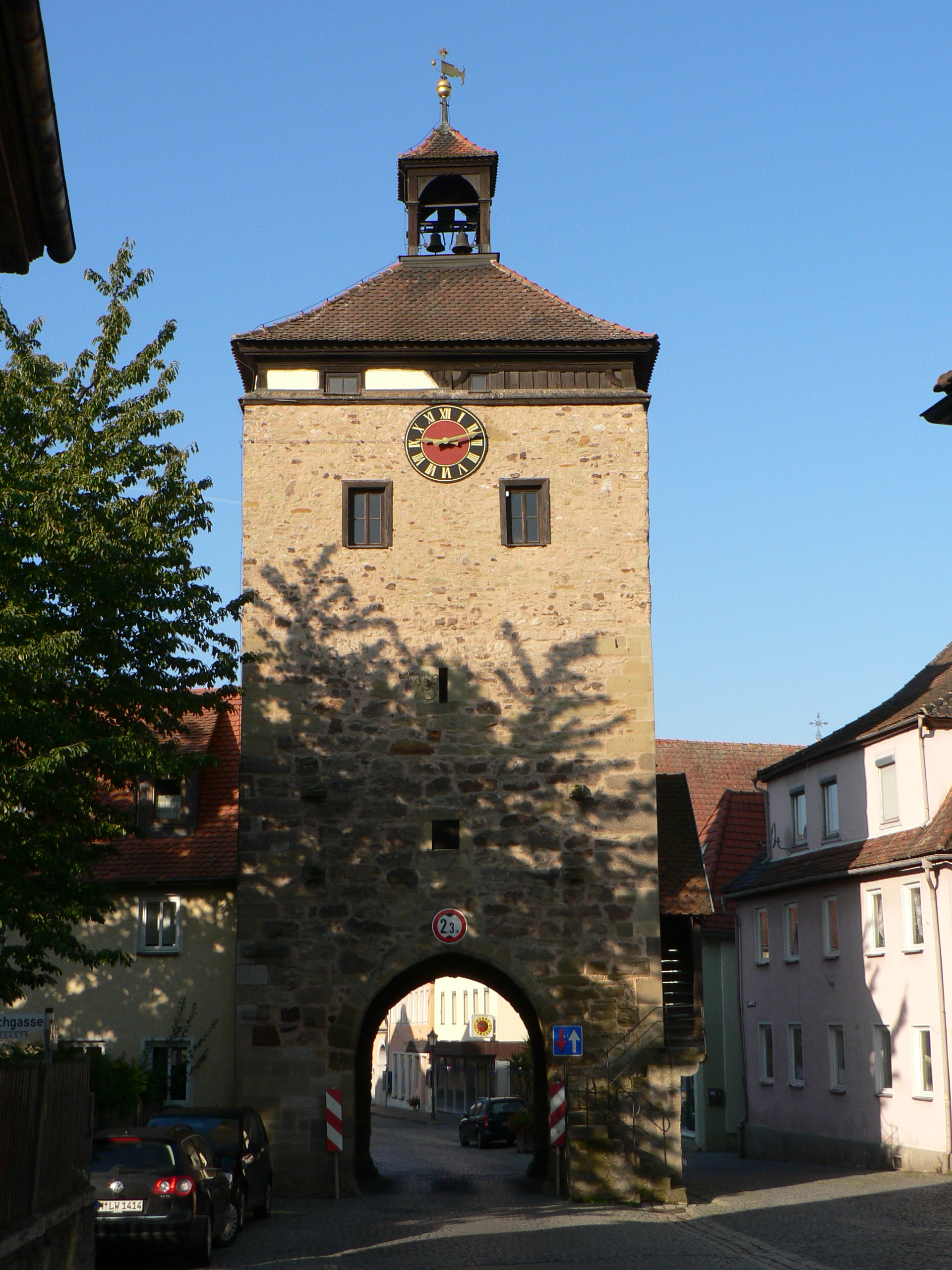
City gate
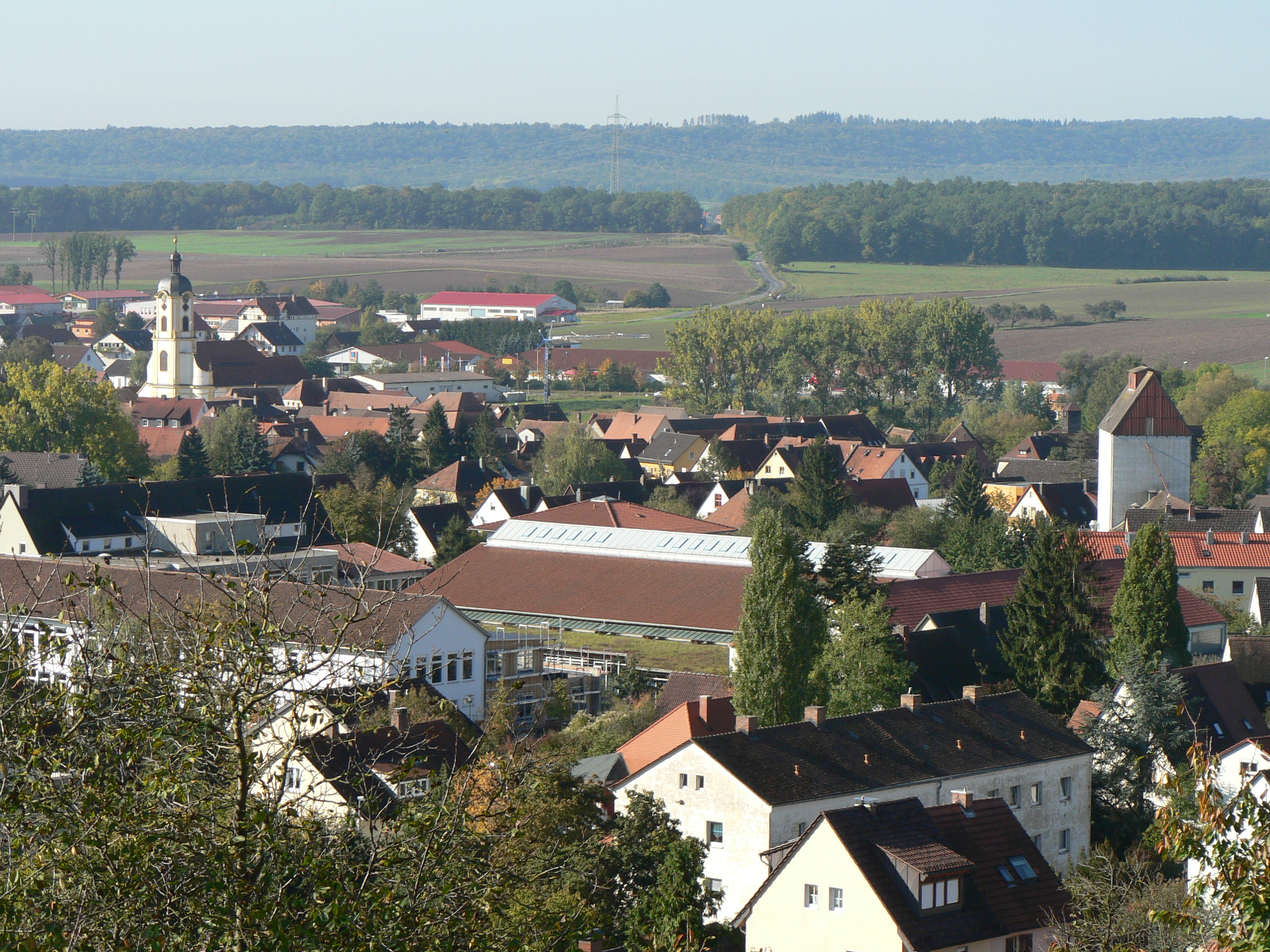
Northern view
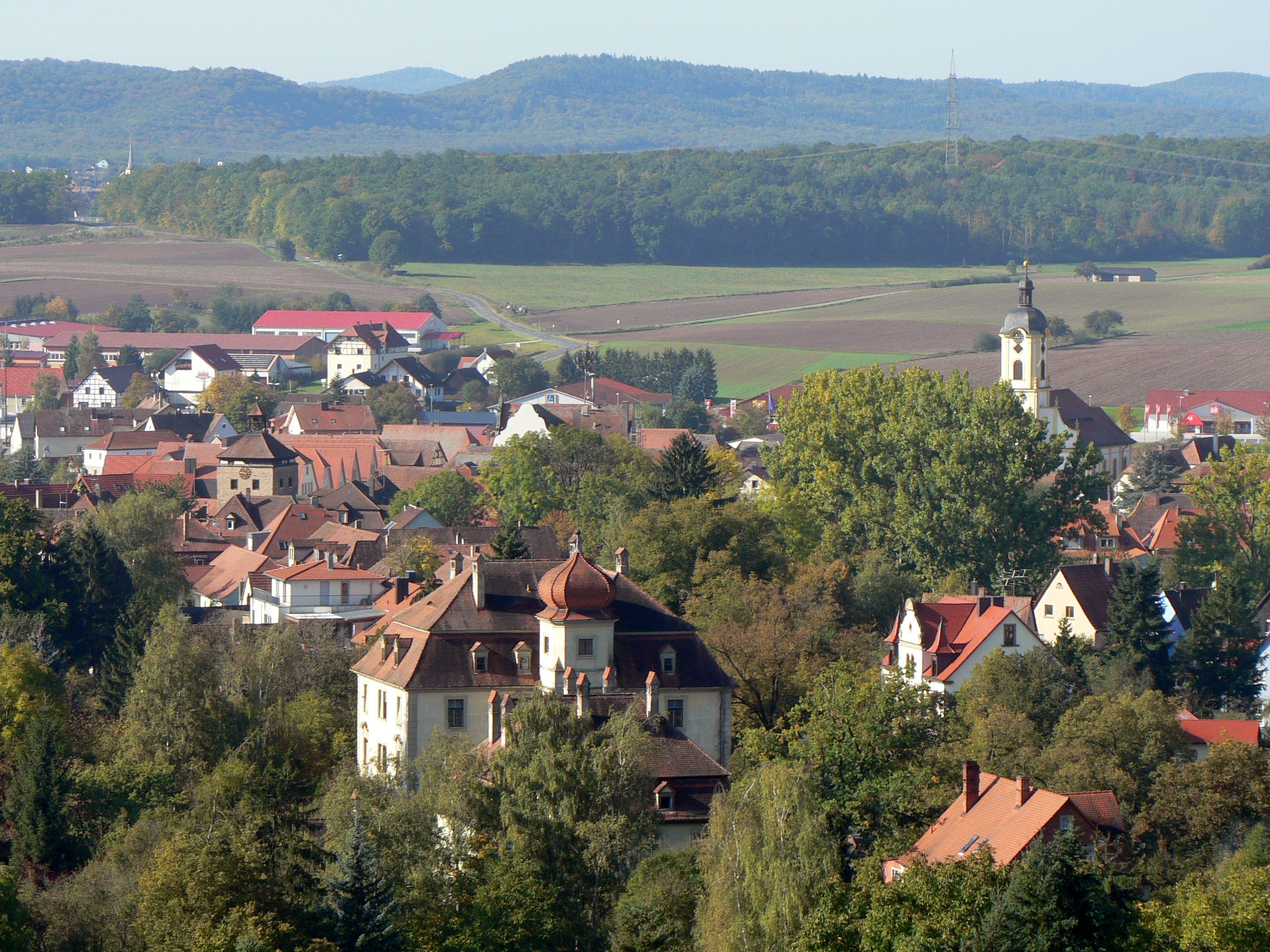
Eastern view